# Google搜索設備

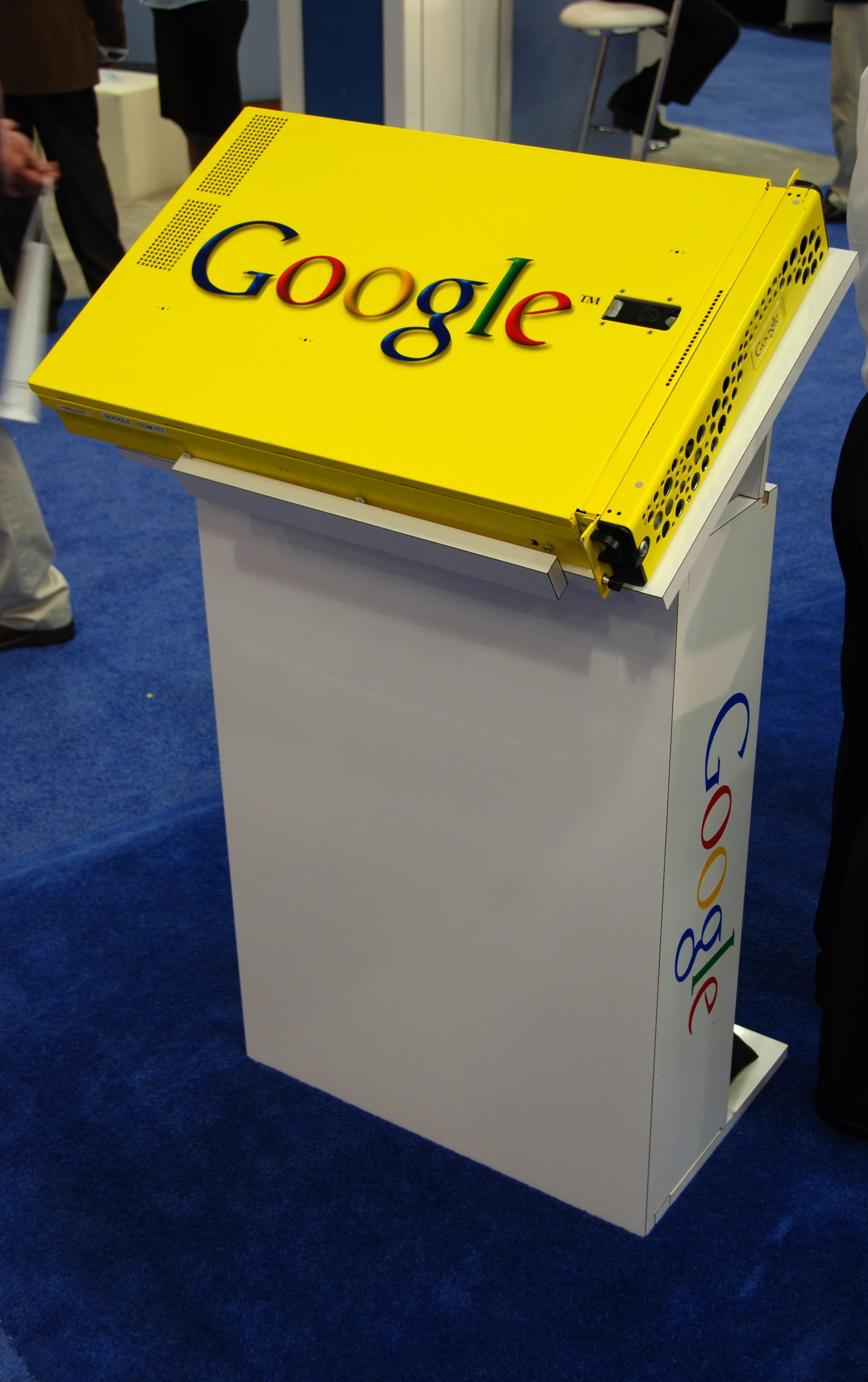
Google appliance as shown at RSA Conference 2008

Google Search Appliance 是由Google公司出品的一種机架式设备，該設備提供文件索引功能，可以集成到企业内部，文件管理系统或网站上使用類似谷歌搜索的界面提供給終端用户检索。它是局域網本地版的谷歌產品，并且主要着眼于企业市场。
该器件提供了多種型號的產品，包括从入门级的设备能够索引到300,000个文档，充分机架的设备。 支持和软件更新。

## 功能
該產品载有谷歌的搜索技术，Google Search Appliance同樣包含了一些手段，配置和定制设备;从文件索引到的格式结果网页。
结果页可自定义。 默认情况下，谷歌Search Appliance不会生成XHTML 。
大多数的预测模式没有能够生成一个备份数据的索引，只有系统的配置.
.

## Google Mini
在谷歌Mini是一个较小和较低成本的解决方案，中小型企业建立一个搜索引擎，让他们能够索引和搜索到300,000个文档。.

## 參看
1. ↑  .   [2008-05-14]. （原始内容存档于2011-08-13）.
2. ↑  .   [2008-16-11]. （原始内容存档于2008-12-07）.
3. ↑  http://www.google.com/enterprise/mini/ （页面存档备份，存于） Google Mini Homepage

- Google

## 外部連結
- Official web site for the Google Search Appliance（页面存档备份，存于）
- Official web site for the Google Mini（页面存档备份，存于）
- Review at SearchTools Analysis（页面存档备份，存于）
- InfoWorld Review of Google Search Appliance, ISYS:web 8
- Example of an online Google Appliance（页面存档备份，存于） - At MIT